# Мавлави Хиндустони
Мухаммаджан Рустамов (более известный как Домулла Хиндустани (1892—1989) — крупнейший теолог-ханафит Ферганской долины и Таджикистана.

## Биография
Родился в селении Чарбаг (недалеко от Коканда) в семье довольно известного в регионе религиозного деятеля. Учился в Коканде и Бухаре, продолжил своё основательное многолетнее образование в одной из мадраса Кашмира (отсюда его нисба Хиндустани), там же он освоил урду и хинди. В 1928 г. Хиндустани совершил хадж и через год вернулся домой, где в периоды религиозных чисток (с 1933 по 1953 гг.) его трижды арестовывали; в общей сложности он провёл в ссылке в разных районах России восемь с половиной лет. В 1943 г. Домулла Хиндустани был призван в армию, ранен под Минском (конец 1944 г.) и комиссован. С середины 1950-х гг. и почти до конца своей жизни служил имамом в мечети маулана Чархи (Душанбе), там же умер и похоронен.
Примерно в конце 1950-х гг. Хиндустани организовал нелегальное обучение (худжра) небольшой группы своих прихожан. Со временем количество обучающихся возросло, среди них были ныне известные в регионе и особенно в Фергане мусульманские деятели.
Помимо преподавания Хиндустани занимался литературным творчеством — писал трактаты, комментарии к религиозным сочинениям и мистической поэзии. Наиболее капитальный его труд — шеститомный комментарий к Корану (на узбекском языке), завершённый в 1984 г. и рассчитанный, по словам автора, на молодых студентов-богословов и простых мусульман, испытывающих трудности в понимании Священной книги. Это — ответ на культовую для исламских радикалов книгу «Под сенью Корана», которая принадлежит идеологу «Братьев-мусульман» Сайиду Кутубу. Сохранились другие богословские сочинения Хиндустани, его комментированные переводы (на узбекский и таджикский языки) известных трактатов и литературных сочинений. Особый интерес представляют аудио- и видеозаписи его наставлений, бесед с учениками, диспутов.
Последние 10 — 12 лет жизни Хиндустани глубоко переживал происходивший у него на глазах под влиянием ваххабитской пропаганды идейный раскол среди мусульман Средней Азии, в том числе и среди его учеников. Он неоднократно вступал в жесткую публичную и письменную полемику с группой «улама» Ферганы и Таджикистана (в том числе со своими бывшими учениками), которые, по его мнению, стали отходить от догматов и религиозной практики ханафитов. Так, он считал нецелесообразным менять некоторые правила намаза, как предлагали его оппоненты, следовавшие ваххабитской практике. Хиндустани резко выступал также против попыток признать «неисламскими» такие обычаи, как чтение определенных аятов Корана и молитв) за упокой души и прощение умершего, за исцеление больного человека или животного, почитание святых, поклонение их могилам и т. д.
Исходя из ханафитских предписаний и установок, Хиндустани резко отвергал политические притязания своих оппонентов. В частности, он полагал, что в периоды сталинских репрессий и гонений на религию ему, как и многим другим «улама», удалось выжить именно благодаря упованию на волю Аллаха, способности терпеливо и покорно переносить невзгоды, и что все беды были ниспосланы Богом для испытания твердости веры. Вознаграждением за эти качества, считал Хиндустани, явилась либерализация религиозной политики государства в начале перестройки (открытие мечетей, возможность свободно исполнять намаз и т. п.). Менее предпочтителен для него насильственный способ борьбы за веру («малый джихад»), к которому следует прибегать лишь в том случае, когда есть уверенность в успехе. Обрекать же себя и других мусульман на бессмысленную гибель от руки более сильного противника — еще больший грех, чем бездействие. Исходя из этого, мирные предложения «неверных», равно как и либеральное отношение светского государства к мусульманам следует принимать положительно. Взгляды, противоположные этим, он характеризовал как «ваххабитские».
По существу, спор шёл о разном толковании джихада: местные религиозные «реформаторы», вслед за такими идеологами исламского радикализма как ал-Маудуди и Саййид Кутб, считали религиозной обязанностью объявление джихада не только светской власти в мусульманской стране, но и другим членам мусульманской общины, не разделяющим их взгляды. Хиндустани крайне отрицательно относился к «импортированным» идеям очистить ислам, исходившим от идеологов радикальных религиозно-политических движений в мусульманских странах.
Его обвиняли в конформизме, в отказе признать законной вооружённую борьбу моджахедов Афганистана, в полной индифферентности к политической деятельности «за возрождение ислама». Хиндустани первым прилагал определение «ваххабийа» к зарождающемуся исламскому движению в советских республиках Средней Азии. Его огромный религиозный авторитет и обширные знания способствовали повсеместному закреплению названия «ваххабиты» не только за Рахматуллахом-`аллама, `Абдували-кари и их последователями, но и за более поздними религиозными группировками. Сначала этот термин приняли некоторые ханафитские богословы-традиционалисты, затем он закрепился в среде рядовых мусульман и даже в официальных кругах.
К настоящему времени письменное и устное (аудио- и видеозаписи) наследие Хиндустани, хранящееся в частных и государственных собраниях Узбекистана и Таджикистана и имеющее огромное значение в современной внутриисламской идеологической борьбе, не издано и должным образом не изучено. Сам же Хиндустани, его облик мыслителя и мученика, несомненно, может стать знаменем борьбы против разрушительной деятельности исламских радикалов.
Судьба трудов Хиндустани — лишь один из множества примеров того, как религиозное наследие, имеющее сегодня значение, далеко выходящее за рамки Средней Азии, остается по существу забытым и невостребованным. Насколько известно, в рамках разрабатываемого сегодня проекта предусматривается поиск, изучение, публикация в оригинале и переводе трудов самого Хиндустани, его знаменитых предшественников.